# Peter Lönn
Peter Roland Mikael Lönn (Norrköping, 13 luglio 1961) è un ex calciatore svedese, di ruolo difensore.

## Carriera

### Club
Ha trascorso tutta la carriera tra Svezia e Svizzera.

### Nazionale
Con la Nazionale svedese ha preso parte ai Giochi Olimpici del 1988.

## Palmarès

### Coppe nazionali
- Allsvenskan: 4

IFK Göteborg: 1982, 1983, 1984, 1987
- Svenska Cupen: 2

IFK Göteborg: 1982, 1983
- Supercoppa di Svizzera: 1

Neuchâtel Xamax: 1990

### Coppe internazionali
- Coppa UEFA: 2

IFK Göteborg: 1981-1982, 1986-1987